# Lucius Fulcinius Trio
Lucius Fulcinius Trio († 35 n. Chr.) war ein römischer Senator in der frühen Kaiserzeit.
Lucius Fulcinius Trio entstammte einer bis dahin unbedeutenden plebejischen Familie. Sein Geburtsdatum und -ort sind ebenso unbekannt wie der Beginn seines cursus honorum. Fassbar wird er als Mitglied des römischen Senats erst 16 n. Chr., als er mit Firmius Catus und Fonteius Agrippa den amtierenden Prätor Marcus Scribonius Libo Drusus nach der Lex Iulia maiestatis wegen angeblicher Beschwörung von Geistern anklagte. Tatsächlich ging es bei dem Prozess gegen Scribonius Libo wohl darum, dass dieser verdächtigt wurde, als Enkel des Gnaeus Pompeius Magnus selbst Princeps werden zu wollen. Scribonius Libo, dem eine erbetene Begnadigung nicht gewährt wurde, beging am 13. September 16 Selbstmord. Da die Lex Iulia maiestatis vorsah, dass ein Teil des eingezogenen Vermögens an die Ankläger zu verteilen war, erhielt der als Redner angesehene Fulcinius Trio als Lohn für seine Bemühungen einen Teil der Güter Libos. Darüber hinaus wurde er zusätzlich zum praetor extraordinarius ernannt. 
Anklagen gegen Kollegen wegen Hochverrats lohnten sich: Im Jahre 20 stand der Prozess gegen Gnaeus Calpurnius Piso wegen der angeblichen Ermordung des Thronerben Germanicus und anderer Staatsverbrechen an. Deshalb beantragte auch Fulcinius Trio bei den Konsuln, als zusätzlicher Ankläger gegen Piso auftreten zu dürfen. Die Freunde des Germanicus, die selbst die Anklage erhoben hatten, widersprachen zwar der zusätzlichen Anklage, einigten sich aber schließlich darauf, dass Fulcinius nur Delikte anklagen durfte, die vor dem angeblichen Mord an Germanicus in Syrien begangen worden seien. Kaiser Tiberius sagte Fulcinius nun Unterstützung bei der Kandidatur für Ämter zu.
Fulcinius, der sich dem Prätorianerpräfekten Seianus als dem nach Tiberius mächtigsten Mann in Rom angeschlossen hatte, wurde proprätorischer Statthalter der Provinz Lusitania, wo er im Jahr 31 belegt ist. Für das zweite Halbjahr desselben Jahres wurde er Suffektkonsul. Nach dem Sturz und der Hinrichtung Seians fiel er aber in Ungnade. Schon in seinem Konsulatsjahr 31 stritt er sich mit seinem Amtskollegen Publius Memmius Regulus, von dem er beschuldigt wurde, an Seians Komplott teilgenommen zu haben. Einige Senatoren bewirkten, dass Fulcinius ein Prozess erspart blieb. Decimus Haterius Agrippa erneuerte 32 die Attacken und sprach gegen die vorjährigen Konsuln, drang aber damit nicht durch. 35 wurde Fulcinius schließlich doch wegen seiner Freundschaft zu Seian angeklagt und beging daraufhin Selbstmord.